# Micubiši B5M

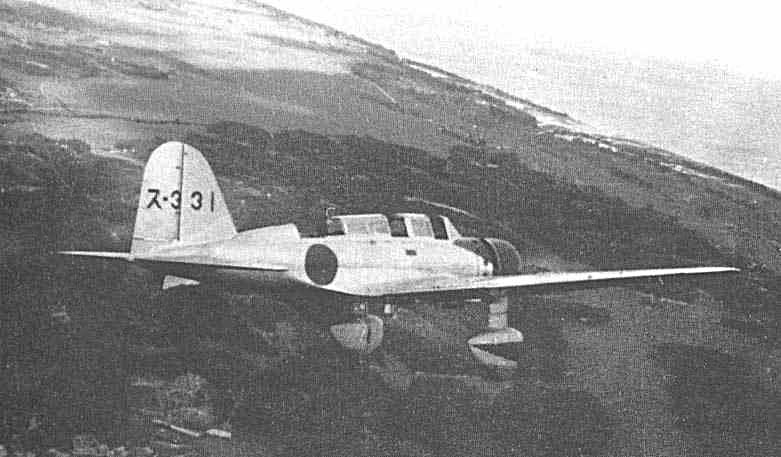
Micubiši B5M1

Micubiši B5M1 byl pozemní bombardér japonského císařského námořního letectva během druhé světové války. Jeho spojenecké kódové označení bylo Mabel (ale byl také znám jako Kate 61).
Původně byl konstruován jako záložní typ jednomotorového torpédového bombardéru pro případ neúspěchu konkurenčního Nakadžima B5N Kate. Na rozdíl od Kate měl ještě pevný podvozek. I když byl konstruován jako palubní letoun, byl nakonec přeřazen k pozemním jednotkám torpédových bombardérů. Celkem bylo postaveno 125 strojů B5M. 
V japonském námořnictvu byl typ označován jako 九七式二号艦上攻撃機 (Kjúnanašiki nigó kandžó kógekiki) neboli Palubní útočný bombardér typu 97 číslo 2. Dodatek „číslo 2“ odlišoval B5M od typu Nakadžima B5N, který byl označován jako „Typ 97 číslo 1“.

## Specifikace (B5M1)

### Technické údaje
- Posádka: 3
- Délka: 10,23 m
- Rozpětí: 15,3 m
- Výška: 3,12 m
- Plocha křídel: 37,95 m²
- Maximální vzletová hmotnost: 4 000 kg
- Pohonná jednotka: 1x hvězdicový motor Micubiši Kinsei 43
- Výkon pohonné jednotky: 735 kW

### Výkony
- Maximální rychlost: 379 km/h
- Dolet: 2 187 km

### Výzbroj
- 1x pohyblivý 7,7mm kulomet typu 92
- 800 kg bomb, nebo 1 torpédo